# Симфониетта (Яначек)
«Симфониетта» ― оркестровое произведение чешского композитора Леоша Яначека, одно из самых исполняемых его сочинений. Симфониетта написана в 1926 году и посвящена Чехословацкой армии. Яначек писал, что композиция призвана изобразить «современного свободного человека, его духовное богатство и радость, его силу, мужество, решительность и борьбу за победу». Первоначально композиция носила название «Военная симфониетта», которое впоследствии композитор сократил до «Симфониетта».
Первое исполнение «Симфониетты» состоялось в Праге 26 июня 1926 года (дирижёр ― Вацлав Талих), первая публикация — в том же году, в венском издательстве Universal Edition. Примерная продолжительность произведения составляет 20-25 минут.

## Структура

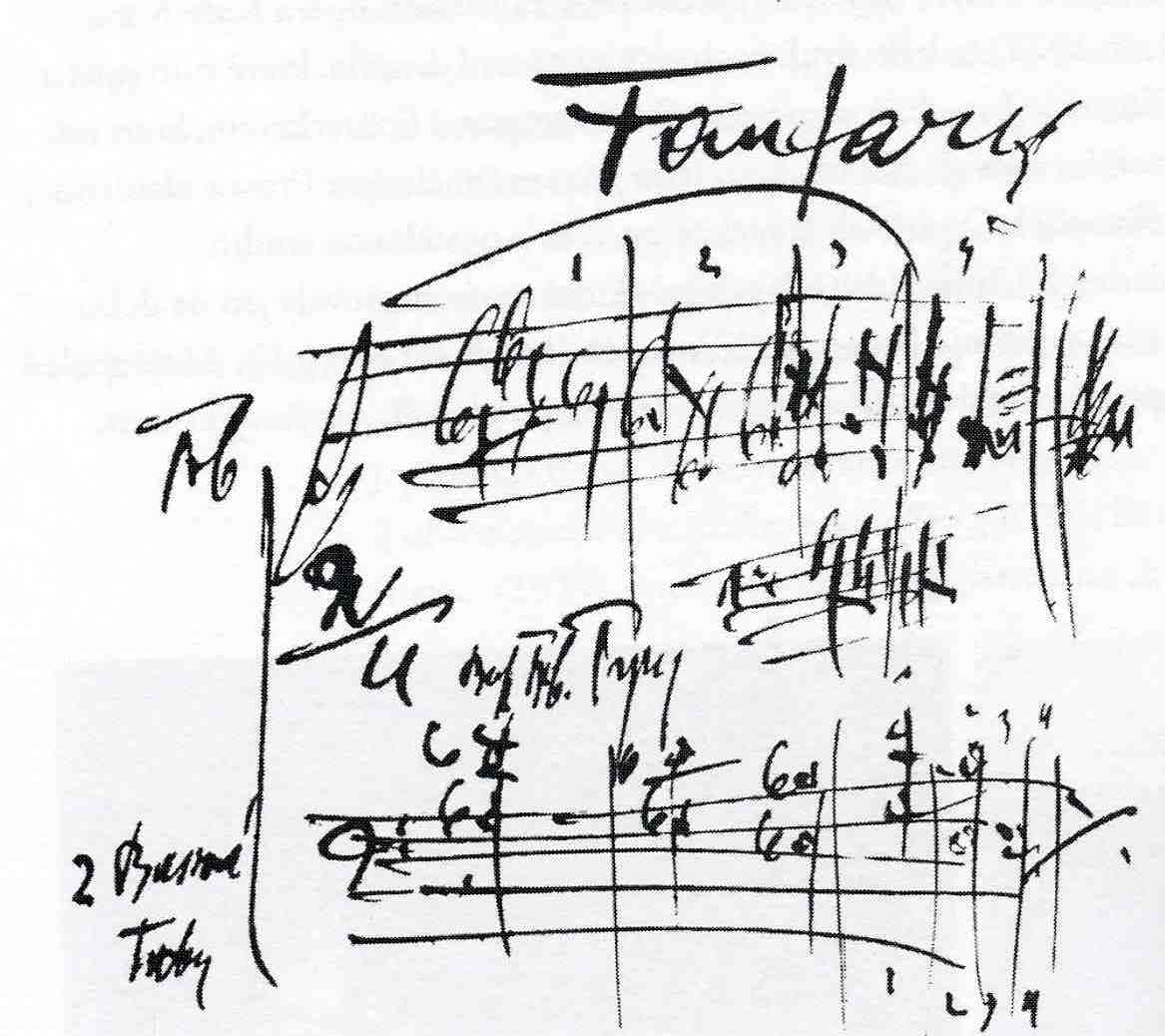
Начало «Симфониетты», оригинальная рукопись Яначека

Композиция состоит из пяти частей, изображающих достопримечательности города Брно:
- 1. Allegretto ― Allegro maestoso. Открывается звучанием фанфар.

- 2. Andante ― Allegretto (Замок)

- 3. Moderato (Королевский монастырь)

- 4. Allegretto (Улица, ведущая к замку)

- 5. Andante con moto (Ратуша)

## Состав оркестра
- Деревянные духовые: пикколо, 3 флейты, 2 гобоя, английский рожок, 3 кларнета, бас-кларнет, 2 фагота.
- Медные духовые: 4 валторны, 3 трубы in F, 9 труб in C, 2 басовые трубы in C, 4 тромбона, туба, 2 теноровые тубы in B.
- Ударные: литавры, тарелки, оркестровые колокола.
- Струнные: арфа, скрипки (I, II), виолы, виолончели, контрабасы.